# Гюстав Кан
Гюста́в Кан (фр. Gustave Kahn; 21 грудня 1859, Мец — 5 грудня 1936, Париж) — французький поет і прозаїк-символіст.

## Біографія
З єврейської родини. Закінчив Школу хартій. Служив у вийську в Північній Африці, 1884 року повернувся до Франції. Входив до кола поетів-символістів Стефана Малларме, був близький до видавництва «Меркюр де Франс», брав активну участь у діяльності однойменного журналу. Виступав як літературний та художній критик, підтримував неоімпресіонізм, був істориком та теоретиком символізму, відстоював верлібр, який розвивав у власній поезії.
Похований на цвинтарі Монпарнас.

## Твори
- «Les Palais nomades» (1887)
- «Chansons d'amant» (1891)
- «Domaine de fée» (1895)
- «La Pluie et le beau temps»(1896)
- «Limbes de lumières» (1897)
- «Le Livre d'images» (1897)
- «Premiers poèmes» (1897)
- «Le Conte de l'or et du silence» (1898)
- «Les Petites Ames pressées» (1898)
- «Le Cirque solaire» (1898)
- «Les Fleurs de la passion» (1900)
- «L'Adultère sentimental» (1902)
- «Symbolistes et décadents» (1902)
- «Odes de la Raison» (1902)
- «Contes hollandais» (1903)
- «La Femme dans la caricature française» (1907)
- «Contes hollandais» (deuxième série) (1908)
- «La Pépinière du Luxembourg» (1923)
- «L'aube enamourée» (1925)
- «Mourle» (1925)
- «Silhouettes littéraires» (1925)
- «La Childebert» (1926)
- «Contes juifs» (1926)
- «Images bibliques» (1929)
- «Terre d'Israël» (1933)
- «Les Origines du symbolisme» (1936)

## Українські переклади
Окремі поезії Гюстава Кана українською перекладав Микола Терещенко.

## Визнання
Музику на вірші Кана написав Чарлз Лефлер.